# Пашковка (приток Сапа)
Пашковка —  малая река в Свердловской области России. Протекает в основном по Невьянскому району. Длина реки составляет 11 км.
Исток Пашковки находится в болотах Пригородного района. Река Пашковка протекает с севера на юг. Устье реки находится в 2,8 км по левому берегу реки Сап. В устье Пашковки расположено село Киприно.

## Данные водного реестра
По данным государственного водного реестра России, река Пашковка относится к Иртышскому бассейновому округу, речному бассейну Иртыша, речному подбассейну Тобола. Водохозяйственный участок — Реж (без реки Аяти от истока до Аятского гидроузла) и Нейва (от Невьянского гидроузла) до их слияния.
Код объекта в государственном водном реестре — 14010501812111200006709.